# Elk Mound
Elk Mound est un village du comté de Dunn, dans l'État du Wisconsin, aux États-Unis. En 2020, il comptait une population de 985 habitants.